# Eiko Ando
Eiko Ando (安藤 永子 Andō Eiko?,  Harbin, Heilongjiang, 8 de mayo de 1934 – Nueva York, 28 de agosto de 2018) fue un actriz estadounidense de origen japonés conocida por su papel de Okichi en la película El bárbaro y la geisha (The Barbarian and the Geisha) en 1958.
Ando era hija de una industrial japonés situado en el estado títere de Manchukuo. Cuando los comunistas tomaron el poder, la familia huyó de regreso a Japón. Después de la muerte de su padre en 1953, comenzó a trabajar como cantante y luego como bailarina. Cuando el director John Huston estaba buscando una actriz para el papel de Okichi, un amigo de Ando que trabajaba en la oficina de Tokio de 20th Century-Fox se la recomendó a Ando. Una vez que Huston la vio, después de audicionar a otras 33 actrices, el productor Eugene Frenke y el director decidieron elegirla, principalmente debido a su altura sobre las otras mujeres.
Ando murió en Nueva York el 28 de agosto de 2018 a los 84 años.